# Alberto Rosende
Alberto Rosende est un acteur et chanteur américain né le 14 février 1993 en Floride. 
Il est notamment connu pour le rôle de Simon Lewis dans la série télévisée Shadowhunters (2016-2019) et pour le rôle de Blake Gallo dans la série télévisée Chicago Fire (depuis 2019).

## Biographie

### Débuts
Alberto Rosende est né dans l'état de Floride de parents colombiens et cubains. Il a un frère Cadet, Diego. Il étudie le métier d'acteur à la Fort Lauderdale Children's Theater où il joue dans plusieurs adaptations de productions connues comme Hairspray. Parallèlement, il étudie à la St. Thomas Aquinas High School. Là-bas, il joue dans des adaptations scolaires de Grease, South Pacific et Harvey. En 2015, il est diplômé de Tisch School of the Arts, l'une des écoles de l'université de New York.

### Carrière
Alberto Rosende commence sa carrière professionnelle en jouant un danseur de swing dans le court-métrage The Swing of Things en 2013. Mais c'est après son diplôme, en 2015, qu'il lance véritablement sa carrière en jouant des rôles dans des épisodes uniques de Blue Bloods et New York, unité spéciale.
De 2016 à 2019, il a joué Simon Lewis aux côtés de Katherine McNamara, Dominic Sherwood et Matthew Daddario dans l'adaptation en série télévisée de la série littéraire La Cité des ténèbres de Cassandra Clare, intitulée Shadowhunters, diffusée sur Freeform et sur Netflix.
Le 7 août 2019, il rejoint la distribution de la saison 8 de Chicago Fire pour un rôle récurrent. Il interprétera Blake Gallo, un jeune pompier intégrant la caserne 51 aux côtés de Jesse Spencer, David Eigenberg et Taylor Kinney. La saison 8 débute le 25 septembre sur NBC,. Le 13 décembre 2019, a été promu régulier. Le 30 novembre 2023, il annonce qu'il quitte la série au cours de la douzième saison.

### Vie privée
En avril 2013, à 20 ans, un cancer des testicules lui est diagnostiqué.

## Filmographie
- 2021 : Story Game de Jason K. Lau : James

### Courts métrages
- 2013 : The Swing of Things de Tyler Rabinowitz : Un danseur de swing
- 2016 : Jahar de Henry Hayes : David

### Télévision
- 2015 : Blue Bloods : Carlos Santiago (saison 5, épisode 10)
- 2015 : New York, unité spéciale : Jordan Messina (saison 17, épisode 10)
- 2016 - 2019 : Shadowhunters : Simon Lewis (rôle principal - 55 épisodes)
- 2019-2024 : Chicago Fire : Blake Gallo (rôle principal - saisons 8 à 11, invité saison 12 - 79 épisodes)

## Discographie

### Bande-originale
- 2017 : Shadowhunters: The Mortal Instruments (Original Television Series Soundtrack) - EP (2 chansons)